# Kippie Moeketsi
Kippie Moeketsi (* 27. Juli 1925 in Johannesburg; † April 1983, eigentlich Jeremiah Morolong Moeketsi) war ein südafrikanischer Saxophonist und Klarinettist. Er gilt als einer der bedeutendsten Jazzmusiker seines Landes.

## Leben
Moeketsi wuchs als der Jüngste von vier musikalischen Brüdern in George-Goch-Township bei Johannesburg auf. Seine Mutter suchte ihn häufig und rief dabei nach ihm wie nach einem Huhn „Kippie, Kippie“, was für seinen Spitznamen sorgte. Im Alter von 20 Jahren startete er auf der Klarinette, wechselte aber bald zum Altsaxophon. Beeinflusst durch seinen Bruder Jacob Moeketsi begann Kippies Karriere als Mitglied der Band in Blue, die Auftritte in Shebeens hatte. Er spielte mit unterschiedlichen Bands wie Mackay Davashes Shantytown Sextet oder Gwigwi Mrwebis Harlem Swingsters und war wesentlich am Transfer der Kwela-Stilistik in den Jazz beteiligt. Gemeinsam mit Dollar Brand, Jonas Gwangwa und Hugh Masekela gründete er dann Ende der 1950er die Jazz Epistles, mit denen er zwei Schallplatten aufnahm und die mit ihrer Verschmelzung von Modern Jazz und Kwela-Musik zum African Jazz in Südafrika bekannt wurde. Mit dem südafrikanischen Musical King Kong ging Moeketsi auf Europatournee, kehrte aber trotz des Sharpeville-Massakers 1960 nach Südafrika zurück.
Moeketsi spielte im Weiteren mit den Jazz Dazzlers und mit Gideon Nxumalo; er nahm später auch mit Abdullah Ibrahim auf. 1975 spielte er mit Pat Matshikiza das Album Tshona ein. Er starb völlig verarmt und ging als Mentor des südafrikanischen African Jazz in die Annalen ein. Abdullah Ibrahim kommentierte sein Leben mit den Worten: „Kippies Leben war nicht umsonst! Er hat uns alles gelehrt und gegeben. Wir haben nur auf dem aufgebaut, was er uns damals beibrachte.“

## Nachwirkungen
Heute ist ein großer Jazzclub im Market Theatre in Johannesburg nach Moeketsi benannt. Sein tragisches Leben ist in Peter Esterhuysens Buch Kippie Moeketsi: Sad Man of Jazz dargestellt.
Der Südafrikaner Glenn Ujebe Masokoane drehte als Hommage den Film Blues for Kippie.